# Frieder Schuller
Frieder Schuller (n. 13 iulie 1942, Cața, județul Brașov) este un poet de limbă germană, libretist, scenarist și regizor, sas originar din România.

## Biografie[1]
Frieder Schuller s-a născut în comuna Cața, județul Brașov, unde tatăl său era preot evanghelic lutheran. După câțiva ani, familia s-a mutat la Hălchiu. 
A studiat teologie la Sibiu, apoi filologia la Cluj. După absolvirea facultății s-a stabilit la Brașov, unde a lucrat, între 1968 și 1972, ca jurnalist la ziarul de limba germană Karpatenrundschau, în care scria critică de teatru și muzică.
În 1972 s-a mutat la Sibiu, unde a lucrat ca secretar literar la Teatrul German, până la emigrarea sa în Republica Federală Germania, în 1978. Motivul principal al emigrării a fost retragerea de către cenzură a volumului „Mit rotem Wein viel lieber“, care apăruse în 1976 la editura Albatros din București, urmată de presiuni tot mai mari din partea autorităților. Pentru emigrare a fost ajutat de Günter Grass, cu care corespondase timp de câțiva ani.
La plecarea sa din România, poeziile sale au rămas în pivnița casei unde locuia. Abia după căderea comunismului le-a scos din ascunzătoare și le-a publicat.
Ajuns în Germania, s-a stabilit inițial în  fosta capitală Bonn, unde a înființat firma de producție de filme Transsilvania Film GmbH. Apoi s-a mutat la München, după aceea la Berlin.
În Germania a scris scenariul pentru filmul Fürchte dich nicht, Jakob! (Nu te teme, Jakob, ecranizare a nuvelei "O făclie de Paște" de Ion Luca Caragiale), turnat în 1981 în Portugalia ca producție germană, în regia lui Radu Gabrea.
Apoi, în 1983 a turnat, în România, filmul Conrad Haas si 1984 Der Glockenkaufer (Negustorul de clopote), filmat în peste 30 de sate săsești din Transilvania.
Înainte de Revoluție, a mai turnat câteva filme culturale, un documentar despre Hermann Oberth, și a regizat filmul Im Süden meiner Seele (În sudul sufletului meu). 
Imediat după 1989, Frieder Schuller a restaurat casa parohială din Cața, unde tatăl său a fost protopop în anii 1938-1946. Aici la Cața începând din 1992, pune în scenă un festival cultural bienal. De-a lungul anilor a avut invitați, pe Ana Blandiana, Mircea Dinescu, Alexandru Repan, Maia Morgenstern, Ioana Crăciunescu, Cornel Țăranu, Luminița Cioabă și mulți artiști de seamă din Germania.

### Distincții
În 1985 Frieder Schuller primește bursa Deutscher Literaturfonds din Darmstadt  și în 1986 Premiul pentru literatură Andreas Gryphius din partea Ministerului Culturii din Germania. 

De două ori câștigă Premiul de promovare cu scenariile sale.

## Scrieri
- Kreise ums Unvollendete. Gedichte, Editura Tineretului, București, 1969
- Ausgespielt (Joc terminat) Poezii, Editura Dacia, Cluj, 1972
- Paß für Transsilvanien. Gedichte, Editura Urheber, Bonn, 1979, ISBN 3885400014
- Einladung zu einer Schüssel Palukes Gedichte/Versuri, Editura Parnass Bonn, 1980
- Mein Vaterland ging auf den roten Strich - Gedichte aus den Jahren keiner Begeisterung 1975-1978 (Patria mea făcea trotuarul roșu - poezii din anii nici unui entuziasm 1975 - 1978), Poezii, Editura Hora, Sibiu, 2006
- Abschiedsgerüchte / Zvonuri de adio poezii, ediție bilingvă, Editura Albatros, București. 2007 (volumul apare la 27 de ani după ce a fost interzis de cenzura comunistă).[7]
- Fără ochelari văd flori de gheață la fereastră. Poezii, reprezentând un jurnal fictiv al compozitorului Franz Schubert (2005)
- Die Angst der Parkbank vor dem Abendrot (Teama băncii din parc înainte de apusul soarelui; versuri) (2016)[8]

În povestirea Bogdanowka Heiligabend (Noapea de Crăciun la Bogdanovca), inspirată din realități petrecute în Lagărul de concentrare Bogdanovca, Frieder Schuller relatează ororile săvârșite în al Doilea Război Mondial de etnicii germani originari din România înrolați în forțele armate ale Germaniei Naziste, împreună cu camarazii lor ucraineni. În seara de Crăciun, aceștia au început o vânătoare de evrei, mulți dintre ei, inclusiv cinci mii de bolnavi, fiind arși de vii prin incendierea caselor.

## Piese de teatru
- Umzug - Stück in zwei Kammern (Mutarea - piesă in două camere) 1970, interzisă în România de atunci
- Viele Grüße Michael Kohlhaas (Salutări Michael Kohlhaas) 1977, repetiții înterupte la Teatrul de Stat Sibiu, piesa find jucată în premieră abia în 2017, la Viena.[8]
- Tanz mit der Stille (Dansul cu tăcerea) 1996
- Ossi’s Stein - premiera la 7 noiembrie 2012, la Teatrul Radu Stanca din Sibiu, Secția Germană, spectacol cu traducere în limba română cu titlul Povara lui Ossi.[10]

## Filme
- Ein Dorf erwacht. Siebenbürgen und der Prinz (Un sat se trezește. Transilvania și prințul), film documentar, scenariul și regia de Frieder Schuller, realizat TEAM 72 Film- und Fernseh-Service GmbH la comanda postului de televiziune german ZDF în colaborare cu ARTE și lansat în septembrie 2012. Fimările s-au făcut în Viscri, Sighișoara, Mălâncrav și alte localități transilvănene.[11]